# Astragalus cupulicalycinus
Astragalus cupulicalycinus là một loài thực vật có hoa trong họ Đậu. Loài này được S.B.Ho & Y.C.Ho miêu tả khoa học đầu tiên.